# Saleh Bakri
Saleh Bakri (in arabo: صالح بكري; Giaffa, 1º marzo 1977) è un attore palestinese con cittadinanza israeliana di cinema e teatro.
Volto noto in Medio Oriente anche come attivista, fra i suoi film più conosciuti figurano La banda, Il tempo che ci rimane, Wajib - Invito al matrimonio, Il caftano blu e The Teacher. A partire dal 2008, la sua carriera attoriale si svolge principalmente all'estero. In Italia il suo ruolo più noto è nel film Salvo, vincitore del premio della critica al Festival di Cannes 2013. Nel 2021, è protagonista di The Present, pluripremiato cortometraggio di Farah Nabulsi candidato ai Premi Oscar.

## Biografia
Saleh Bakri nasce a Giaffa e a 5 anni si trasferisce a Bi'ina, in Galilea, villaggio natale del padre. Primogenito di Mohammad Bakri, ha una sorella e quattro fratelli minori, fra i quali gli attori Ziad Bakri, Adam Bakri e Mahmood Bakri. Da adolescente sognava di diventare pittore, ma quando scoprì di avere paura di trovarsi davanti a un pubblico, decise di studiare recitazione. Dopo il diploma liceale conseguito ad Haifa, nel 1997 entra all'accademia d'arte drammatica Beit Zvi di Ramat Gan, Tel Aviv, laureandosi nel 2000. Soltanto due arabi furono ammessi al corso. Oggi, risiede nella città di Haifa con la moglie e i figli. Dal 2013 fa parte del comitato di sostegno del Tribunale Russell sulla Palestina.

## Carriera
Bakri comincia la sua carriera come attore teatrale. Nel 2007 esordisce al cinema con il film israeliano La banda. La sua interpretazione è premiata agli Israeli Academy Awards e al Jerusalem Film Festival. Nel 2008 recitò nella sua ultima produzione teatrale israeliana, un'opera di Shakespeare, in seguito decise che non avrebbe più recitato per lo Stato di Israele. Quando gli venne offerta una parte in un film di James Bond, Bakri la rifiutò perché il film promuoveva armi israeliane.
Il suo primo film in lingua araba, Il sale di questo mare, venne presentato in concorso al Festival di Cannes 2008 nella sezione Un Certain Regard. La regista dichiarò di avere scelto Saleh per la sua educazione e insicurezza. Nel 2009 recita da protagonista ne Il tempo che ci rimane di Elia Suleiman e nel 2011 ne La sorgente dell'amore con Hiam Abbass, in concorso al Festival di Cannes 2011. Nel 2011 è scelto da Giacomo Abbruzzese come protagonista del cortometraggio Fireworks, dove un gruppo internazionale di ecologisti fa saltare in aria l'ILVA di Taranto. Nominato ai Nastri d'Argento, premiato al festival d'Angers e al Milano Film Festival, Fireworks lancia Bakri nel cinema italiano dove nel 2013 interpreta il protagonista del film Salvo di Fabio Grassadonia e Antonio Piazza, premiato dalla critica al Festival di Cannes, nel quale recita per la prima volta in italiano. In Italia, Bakri aveva già lavorato nel 2008 come attore e insegnante all'interno del progetto TAM, finanziato dalla Farnesina, allo scopo di introdurre al teatro i ragazzi palestinesi.
Bakri ha recitato nel cast principale dei primi tre lungometraggi della regista palestinese Annemarie Jacir, selezionati dal comitato palestinese per essere candidati all'Oscar come miglior film in lingua straniera. Per la sua interpretazione in Wajib - Invito al matrimonio, vince nel 2017 il premio come migliore attore al Festival internazionale del cinema di Dubai, condiviso con il padre Mohammad.
Nel 2019, è protagonista di Dialogue with the Unseen, un documentario concettuale sulla Palestina diretto da Valerio Rocco Orlando. Presentato in anteprima al MUDEC di Milano è stato successivamente selezionato in altri festival internazionali. Nel 2020, per il ruolo del papà Yusef nel cortometraggio The Present, Bakri ha vinto il premio come miglior attore al Sulmona International Film Festival. Il film ha conquistato il Premio BAFTA e una candidatura ai Premi Oscar 2021. La regista e attivista Farah Nabulsi ha di nuovo scelto Bakri come protagonista di The Teacher, il suo primo pluri-premiato lungometraggio.
Nel 2021, in ritardo per la pandemia di COVID-19, esce Grasshoppers, il suo primo film statunitense girato a Chicago e diretto dal regista e fotografo Brad Bischoff. Nello stesso anno, alla 78ª Mostra internazionale d'arte cinematografica di Venezia, Bakri guida il cast di direttori artisticiCosta Brava, Lebanon, film d'esordio della regista e artista libanese Mounia Akl che si cimenta in nuovo genere cinematografico definito come "dramma eco-familiare". Nel 2022, è protagonista del pluri-premiato film marocchino Il caftano blu, una storia d'amore familiare che converge nella tematica LGBT. Il film è entrato nella shortlist per il Premio Oscar al miglior film straniero, annunciata il 21 dicembre 2022.
Bakri è molto attivo anche in ambito teatrale. Fra i suoi spettacoli più noti figurano Amleto di David Gothard, Fireworks di Dalia Taha, e La morte e la fanciulla di Juliano Mer-Khamis al fianco di Clara Khoury. Attualmente sta scrivendo il suo primo spettacolo teatrale.
In qualità di membro della giuria è stato invitato al Mami Mumbai Film Festival 2015, al Festival internazionale del cinema di Dubai, nel 2016,, al Taormina Film Fest 2021 e alla 80ª Mostra internazionale d'arte cinematografica di Venezia. Nel 2016 è stato presidente di giuria del Terra di Tutti Film Festival di Bologna. È inoltre patrono del Festival Ciné-Palestine Paris.

## Filmografia parziale

### Cinema
- La banda (Bikur Ha-Tizmoret), regia di Eran Kolirin (2007)
- Il sale di questo mare (Milh hadha al-Bahr), regia di Annemarie Jacir (2008)
- Il compleanno di Laila (Eid milad Laila), regia di Rashid Masharawi (2008)
- Il tempo che ci rimane (The Time that Remains), regia di Elia Suleiman (2009)
- La sorgente dell'amore (La Source des femmes), regia di Radu Mihăileanu (2011)
- Quando ti ho visto (Lamma shoftak), regia di Annemarie Jacir (2012)
- Water, regia di Mohammad Bakri (2012) – segmento Eye Drops
- Salvo, regia di Fabio Grassadonia e Antonio Piazza (2013)
- Giraffada (Girafada), regia di Rani Massalha (2013)
- Zinzana, regia di Majid Al Ansari (2015)
- Wajib - Invito al matrimonio (Wajib), regia di Annemarie Jacir (2017)
- My Zoe, regia di Julie Delpy (2019)
- Flash Drive, regia di Derviş Zaim (2020)
- The Translator, regia di Rana Kazkaz e Anas Khalaf (cameo, 2020)
- Grasshoppers, regia di Brad Bischoff (2021)
- Amira, regia di Mohamed Diab (2021)
- Costa Brava, Lebanon, regia di Mounia Akl (2021)[27]
- Il caftano blu (Le Bleu du caftan), regia di Maryam Touzani (2022)
- Alam, regia di Firas Khoury (2022)
- The Teacher, regia di Farah Nabulsi (2023)
- Backstage, regia di Afef Ben Mahmoud e Khalil Benkirane (2023)
- The strangers' case, regia di Brandt Andersen (2024)
- All that's left of you, regia di Cherien Dabis (2025)

### Cortometraggi
- To Be Continued..., regia di Sharif Waked (video installazione, 2009)[28]
- The Salt Fisherman (Sayyad Elmilh), regia di Ziad Bakri (2011)
- Fireworks, regia di Giacomo Abbruzzese (2011)
- Bonboné, regia di Rakan Mayasi (2017)
- Dialogue with the Unseen, regia di Valerio Rocco Orlando (2019)
- The Present, regia di Farah Nabulsi (2020)

### Televisione
- Storie di Dio (Hikāyātu-llāh) – serie TV (2004)
- La tomba perduta di Gesù (The Lost Tomb of Jesus) – documentario TV (2007)

### Doppiaggio
- The Tower, regia di Mats Grorud (2018)

### Videoclip
- Kheffash – di El Rass, regia di Jamal Awar (2023)

## Teatro
- Samir e Jonathan, di Mohammad Bakri (2001)
- The screens, di Jean Genet (2002)
- Amleto, di David Gothard (2003)
- A day in our times, di Mohammad Bakri (2004)
- Junoon, di Jalila Baccar (2005)
- Forget Herostratus, di Grigory Gorin (2007)
- Gli emigranti, di Sławomir Mrożek (2008)
- La collana di Helen, di Carole Fréchette (2008)
- Macbeth, di Lilakh Dekel Avnery (2008)
- La morte e la fanciulla, di Juliano Mer-Khamis (2011)
- Point of you, di Kai Johnsen (2013)
- Fireworks, di Dalia Taha (2015)

## Riconoscimenti
- 2007: Jerusalem Film Festival – Migliore attore esordiente per La banda
- 2007: Israeli Academy Award – Migliore attore non protagonista per La banda
- 2017: Asia Pacific Screen Awards – Candidatura al migliore attore per Wajib - Invito al matrimonio
- 2017: Festival internazionale del cinema di Dubai – Miglior attore per Wajib – Invito al matrimonio (condiviso con Mohammad Bakri)
- 2019: CinEuphoria Awards – Miglior duo per Bonbone (condiviso con Rana Alamuddin) e candidatura al migliore attore per Bonbone
- 2020: Cordillera International Film Festival (Nevada) – Candidatura alla miglior performance in un cortometraggio per The Present[29]
- 2020: Manhattan Short Film Festival – Miglior attore per The Present[30]
- 2020: Sulmona International Film Festival – Miglior attore per The Present
- 2021: Budapest Film Awards – Miglior attore per The Present[31]
- 2022: Film Francophone d'Angoulême – Miglior attore per Il caftano blu[32]
- 2024: Critics Awards for Arab Film’s, Cannes Film Festival – Miglior attore per The Teacher[33]
- 2024: Red Sea International Film Festival – Miglior attore per The Teacher
- 2024: Casa Blanca Arab Film Festival – Miglior attore per The Teacher
- 2024: Belgrade International Film Festival – Miglior attore per The Teacher
- 2024: Annaba Mediterranean Film Festival – Miglior attore per The Teacher
- 2024: Festival del cinema arabo di Malmö – Miglior attore per The Teacher

## Doppiatori italiani
Nelle versioni in italiano dei suoi film Saleh Bakri è stato doppiato da:
- Massimiliano Manfredi in Il tempo che ci rimane
- Vittorio de Angelis in La sorgente dell'amore
- Silvio Pandolfi in Giraffada
- Andrea Mete in Wajib - Invito al matrimonio